# Shurato
 (mai 2025).
Si vous disposez d'ouvrages ou d'articles de référence ou si vous connaissez des sites web de qualité traitant du thème abordé ici, merci de compléter l'article en donnant les références utiles à sa vérifiabilité et en les liant à la section « Notes et références ».
Shurato (天空戦記 シュラト, Tenkū Senki Shurato) est un manga de Hiroshi Kawamoto, publié entre janvier 1987 et décembre 1998 dans le magazine Shōnen King de l'éditeur Shōnen Gahōsha et compilé en deux tomes reliés. Une adaptation en série d'animation japonaise de 38 épisodes produite par le studio Tatsunoko est diffusée au Japon sur TV Tokyo entre le 6 avril 1989 et le 18 janvier 1990.

## Synopsis
Shurato Hidaka, jeune étudiant et spécialiste d'arts martiaux, participe à la finale d'un championnat junior d'arts martiaux. Son adversaire est Gai Kuroki (Nordine en version française), son meilleur ami d'enfance. Durant leur combat, les deux combattants sont transportés au Tenkuukai (sphère céleste d'Alandor) par la déesse Vishnu (Kail) pour accomplir leurs destinées. Shurato est réveillé par un baiser de Lakshu (Cyrielle), une jeune fille qui parcourt le monde en compagnie de Mi (Moon) mais ils seront attaqués par Yasha-Oh (roi des loups), qui n'est autre que Gai, l'un des Hachibushu. Shurato, ne comprenant pas l'attitude de son ami, finit par revêtir sa Shakti (armure en version française) et devient Shura-Oh (roi des lions).

## Personnages
- Si vous ne connaissez pas le sujet, laissez ce bandeau (vous pouvez alors contacter les auteurs).
- Si vous supprimez le contenu mis en cause (vous pouvez préalablement contacter les auteurs),

argumentez précisément cette suppression dans la page de discussion
(un manque de référence n'est pas un argument ; une recherche réelle de référence doit avoir été effectuée, être formellement documentée).

### Devas
Les habitants du Tenkuukaï (la sphère céleste, monde parallèle à celui des hommes) sont les dieux de Deva. Ils sont protégés par la déesse Vishnu. Certains dieux de Deva sont destinés à devenir des guerriers. Ils utilisent une énergie d'origine spirituelle appelée Sohma ; on peut utiliser aussi le Sohma pour guérir les blessures. Les guerriers de Deva sont protégés par une sorte d'armure appelée Shakti. Celle-ci peut se présenter sous trois formes :
- La Veda : c'est la forme inactive. La Veda a la forme de l'animal protecteur du guerrier. Elle est assez petite pour tenir dans la main. Les guerriers la portent généralement dans leur ceinture (Renge la porte attachée au mollet droit).
- La Valuda : c'est la forme semi-active. La Valuda est une forme agrandie de la Veda, et le guerrier peut monter dessus et se déplacer avec comme avec un skate-board (de l'énergie sous forme de flammes vertes sert de roues). La Valuda doit se déplacer parallèlement au sol, on ne peut pas moduler librement son altitude au-dessus du sol.
- La Shakti : c'est la forme « armure ». Elle recouvre une grande partie du corps du guerrier qui la porte. La Shakti inclut également une arme. Pour revêtir la Shakti, il faut l'invoquer par une phrase : « Om [nom de la Shakti] sowaka », par exemple « Om Shura sowaka ».

Parmi ces guerriers, huit sont les plus puissants : ce sont les Hachibushu (littéralement « les Huit Guerriers »). Ils sont la garde rapprochée et avancée de la déesse Vishnu et doivent la protéger en même temps que le Tenkuukaï. Ils se réincarnent tous les 10 000 ans en prévision de la guerre contre les Asuras.
- Shura-Oh Shurato (le roi-lion) : c'est le héros de l'histoire. Il a toutes les caractéristiques du héros de shônen : têtu, étourdi, tête brûlée, courageux et prêt à tout pour défendre la cause juste. Shurato, bien qu'étant originaire de la Terre, s'habitue assez vite à son statut de Hachibushu et à maîtriser son Sohma. Ce à quoi il s'habitue moins, c'est l'attitude de Gai, et le fait qu'il soit destiné à devenir le successeur de Brahma, dieu de la Création. Sa Shakti est en forme de lion et son arme est un vajra.
- Yasha-Oh Gai (Yasha-Oh Nordine en VF) (le roi-loup) : sur Terre, c'était le meilleur ami de Shurato en même temps que son partenaire de tournoi. Mais une fois réincarné sur le Tenkuukai, son attitude a basculé : il s'est rangé du côté du Mal et tente à de multiples reprises de tuer Shurato. Lui aussi est un successeur de Brahma, c'est pour cela que le dieu de la Destruction Shiva a éveillé en lui le Sohma noir, l'énergie mauvaise qui réside en chaque être. Shurato réussit finalement à le libérer de ce Sohma noir mais Gai se sacrifie pour le protéger et réparer ses fautes : il fusionne avec Shurato pour que ce dernier devienne pleinement successeur de Brahma. Sa Shakti est en forme de loup et son arme est l'épée.
- Ten-Oh Hyuuga (Ten-Oh Hyuga en VF) (le roi-tigre) : c'est le Hachibushu le plus dévoué envers Vishnu, c'est lui que la déesse appelle à l'aide quand elle est pétrifiée par Indrah, ce qui lui permet de prendre le criminel sur le fait. C'est pour cela qu'il se retrouve immédiatement aux côtés de Shurato avec qui il s'entend assez bien. Sa Shakti est en forme de tigre (rayures comprises) et son arme est un nunchaku triple.
- Ryuu-Oh Ryouma (Ryu-Oh Nomak en VF) (le roi-dragon) : c'est le meilleur ami de Hyuga et il est réputé être le plus puissant des Hachibushu (il sera pourtant blessé gravement par Gaï et tué par Acalanatha). Quand il croit que son ami a trahi Vishnu, il veut être celui qui tuera Hyuga ; mais leur amitié lui permettra de comprendre assez vite la vérité et il se range aux côtés de Shurato et Hyuga. À la fin de la série, il réalise une statue de Vishnu et épouse une amie d'enfance, Matsuri. Sa Shakti est en forme de dragon et son arme est la lance.
- Karura-Oh Reiga (Karulah-Oh Ruiga en VF) (le roi-garuda) : c'est à la fois la tête pensante du groupe et l'élément comique. Il est réputé insouciant, égoïste, un peu paresseux (il manque plus souvent les entraînements que les autres) et son apparence efféminée (il se maquille) peut le faire croire inoffensif. Mais il est en fait un guerrier particulièrement redoutable : c'est lui qui possède le plus de techniques différentes (4 quand les autres en possèdent 2 au maximum) ; il peut utiliser des plumes qui font partie de son propre corps pour espionner ou repérer (même si les détruire le fait souffrir). Il reste quasiment invaincu (il peut même résister à trois Hachibushu à la fois et les vaincre). Même s'il passe son temps à ironiser sur tout le monde et surtout sur Shurato, il s'entend bien avec les autres Hachibushu, en particulier avec Kuuya, dont il veille sur la famille en son absence. Il s'entend aussi très bien avec Lakshu (elle voyage presque autant sur sa Valuda que sur celle de Shurato). Sa Shakti est en forme de phénix et c'est la seule qui puisse voler. Ses armes sont deux chakrams.
- Naara-Oh Renge (Nahra-Oh Astrée en VF) (la reine-licorne) : c'est la seule femme parmi les Hachibushu. Comme souvent dans les shônen, la série s'attarde sur ses histoires de cœur : elle est amoureuse d'Indrah (qui semble l'ignorer), alors qu'un autre guerrier, Marichi, est amoureux d'elle. Ses sentiments la poussent à refuser d'accepter le fait qu'Indrah soit un traître, même quand les preuves sont évidentes. Elle a une sœur aînée, Sati, qui n'est pas une guerrière. À la fin de la série, elle devient guérisseuse dans son village, tout en restant une guerrière d'un très bon niveau : elle s'est jurée d'être aussi forte qu'un homme au combat (d'ailleurs Hyuga a du mal à lui tenir tête). Sa Shakti est en forme de licorne et son arme est un fouet en forme de fleur. Elle possède aussi des shuriken.
- Hiba-Oh Dan (Hiba-Oh Dannoc en VF) (le roi-rhinocéros) : rien que sa Shakti suffit à le définir : Dan est très puissant et veut l'être encore plus, mais il mise beaucoup sur sa force physique. Il a un caractère très impulsif, voire colérique, et ne change pas d'avis facilement : convaincu que Shurato et ses amis sont des traîtres, seule la mort d'Indrah lui ouvre les yeux. Il devient alors un camarade loyal et dévoué à Vishnu comme il a toujours voulu l'être depuis que celle-ci lui a donné un pendentif pour lui rappeler que la force physique n'était pas tout. Sa Shakti est en forme de rhinocéros et son arme est la hache.
- Dappa-Oh Kuuya (Dappa-Oh Stellius en VF) (le roi-buffle) : il est considéré comme le plus sage des Hachibushu. Sa capacité de concentration impressionne tout le monde, même Vishnu. Il a la capacité de dissimuler totalement son Sohma si nécessaire et aussi celui des autres. Il est peu loquace et s'exprime toujours de façon extrêmement polie. C'est souvent lui qui modère Renge et surtout Dan. Il a trois petits frères et une petite sœur qui l'adorent, même s'ils ne le voient plus très souvent depuis qu'il est guerrier ; c'est Reiga qui veille sur eux en son absence. Sa Shakti est en forme de buffle et son arme est une sorte de disque.

- Vishnu (Kahil en VF) est la déesse protectrice du Tenkuukaï : sa vie et celle de ce monde sont liées. Quand elle est pétrifiée par un sortilège d'Indrah, le Tenkuukaï dépérit. Tous les dieux de Deva lui sont dévoués et l'aiment beaucoup. Elle a le pouvoir de ressusciter ("réincarner") les guerriers morts, de guérir toutes les blessures. Son Sohma fait pousser la végétation et empêche les maladies d'exister. Elle est tuée par Shiva dans l'épisode 34.
- Indrah (Argon en VF) est le général en chef de l'armée de Deva, mais il s'avère rapidement que c'est un traître, espion d'Asura : il pétrifie Vishnu et fait passer Shurato et Hyuga pour responsables car ils l'ont pris sur le fait. Il est tué par Hyuga.

- Lakshu (Cyrielle en VF) est le premier habitant du Tenkuukaï que rencontre Shurato tout juste réincarné. Elle l'a réveillé en l'embrassant et l'accompagne jusqu'auprès de Vishnu. Elle se retrouve alors embarquée dans l'aventure de Shurato et de ses compagnons. Malgré tout, elle n'est pas trop une charge pour eux car elle possède un Sohma plus puissant que la normale: assez puissant pour redonner la vie aux Shaktis de ses compagnons ou pour éveiller la Shakti de Brahma. Il y a une bonne raison à cela : Lakshu est destinée à devenir la nouvelle déesse tutélaire du Tenkuukaï. Elle succède à Vishnu quand celle-ci est tuée par Shiva. Elle a un animal de compagnie, un bébé naga appelé Mii, capable de la porter sur courte et moyenne distance. Elle ne possède pas de Shakti bien que le projet initial lui en prévoyait une en forme de lynx.
- Sallas est une espionne au service de Vishnu. Sa mission est de trouver où va émerger la forteresse des Asuras, l'Idoukyu. Mais elle modifie d'elle-même sa mission quand Vishnu est pétrifiée afin d'aider Shurato et ses compagnons (on ignore d'ailleurs comment elle connaît la vérité). Elle n'a pas de Shakti, bien que le projet initial lui en prévoyait une en forme de cerf axis, mais peut lancer des illusions sur ses adversaires ou les combattre à l'aide de son arc, qui n'est d'autre que la représentation des cornes de sa shakti du cerf axis.
- Mayuri est le compagnon de Sallas, chargé de la même mission qu'elle. Il se charge d'ouvrir le chemin à Shurato et à ses compagnons lorsque ceux-ci arrivent au Tenkuuden, le palais de Vishnu. Il possède une cloche dont le son peut paralyser ses ennemis. Le projet initial lui prévoyait une Shakti en forme de Paon.
- Marishi-Ten Marichi : c'est un ami de Hyuga ; les deux se considèrent comme frères, mais un jour, Marichi disparut totalement sans donner de raisons. Étant amoureux malheureux de Renge, il n'a pas voulu l'encombrer d'une passion qui lui pèse. Il est atteint, quand Hyuga le retrouve, d'une maladie mortelle, mais préfère succomber dans un combat contre Renge plutôt que par la maladie. Sa Shakti est en forme de panthère et son arme est une double dague. Il peut créer des illusions assez réalistes, mais il n'est pas un Hachibushu.

### Asura
Les dieux d'Asura sont les dieux destructeurs. Ils sont dirigés par Shiva, dieu de la Destruction. Tous les 10 000 ans, ils attaquent le Tenkuukaï et tentent de le détruire. 10 000 ans avant l'histoire, Vishnu les a bannis dans leur forteresse de l'Idoukyu, et c'est en prévision de leur retour imminent qu'elle réincarne Shurato et Gai.
- Shiva : dieu de la Destruction, il n'est pas sûr à 100 % qu'il soit masculin : son aspect est celui d'une femme mais sa voix est nettement masculine. Il est l'incarnation vivante du Sohma noir, l'énergie négative que chacun possède en soi. Il peut l'éveiller en n'importe qui. Il l'a fait 10 000 ans auparavant en Yasha-Oh (l'incarnation précédente de Gai) afin que l'un des successeurs de Brahma soit de son côté.
- Bikara : général en chef de l'armée d'Asura. Il a la capacité de fusionner avec l'Idoukyu pour tendre des pièges à ses ennemis.
- Fudou Myou Acalanatha : un des adversaires les plus coriaces pour Shurato qui l'affronte à deux reprises. La première fois, il faut une attaque cumulée de Shurato, Hyuuga, Ryouma et Reiga pour en venir à bout. Ressuscité par Shiva, il attaque le Tenkuuden et affronte Dan, Kuuya et Renge qui ont du mal à le repousser; il est vaincu par Shurato portant la Shakti de Brahma. Sa Shakti peut fusionner avec celles de Trylo et de Kundalini pour se renforcer.
- Gasanze Myou Trylo : elle se surnomme elle-même « la belle Trylo ». Elle utilise des fleurs qui provoquent le sommeil et les rêves chez ses adversaires : elle réussit ainsi à faire croire à Shurato pendant un moment qu'il est de retour sur terre et que sa vie sur le Tenkuukaï n'était qu'un rêve.
- Gundari Myou Kundalini : sa Shakti est sous la forme d'un serpent. Il est vaincu par Shurato après le sacrifice de Lakshu.
- Kubilah : adversaire de Shurato pendant que celui-ci est parti à la recherche de la Shakti de Brahma. Il court très rapidement.
- Antera et Santera : jumeau et jumelle plutôt acrobates, capables d'ouvrir un monde parallèle pour y entraîner leurs adversaires (Hyuuga et Ryouma).
- Haira : il est capable d'agrandir démesurément sa taille. Il combat Reiga.
- Kali : mercenaire engagé par Indrah pour tuer Shurato et ses compagnons, il a la réputation -justifiée- d'être sadique. Il a la faculté de se quintupler. Sa Shakti évoque une araignée.

### Autres
- Yotaro Hidaka (Yotaro Yenrick en VF) : grand-père de Shurato sur Terre. Il a l'habitude de l'entraîner et surtout de lui taper sur la tête à coups de sabre de bambou.
- Yumiko Hidaka (Yumiko Yenrick en VF) : petite sœur de Shurato. Comme son grand-père, elle ignore ce qu'est devenu son frère aîné, mais elle suppose qu'il fait quelque chose d'important (épisode 38)
- Kuroki Mina : sœur aînée de Gai. Shurato a un rendez-vous avec elle dans les OAV de la série. C'est elle qui est à l'origine de l'apparition de Skrimmill.
- Skrimmill : dieu de l'Harmonie né du désir de Mina Kuroki de retrouver son frère. Même s'il apparaît comme très rusé et fourbe, capable de multiplier les pièges à destination des Hachibushu, il n'est que l'exécutant des volontés plus ou moins conscientes de Mina. Il finit par être absorbé par l'esprit de cette dernière qui veut créer un nouveau monde où elle ne serait pas séparée de son frère.

## Anime

### Épisodes
Partie 1 :
- 01. La sphère céleste
- 02. La trahison de maître Argon
- 03. Une grande amitié
- 04. La force de l'énergie mentale
- 05. Ruiga le roi des faucons
- 06. Le retour de Meldérick
- 07. La caverne de la lune
- 08. Au pied de l'arbre céleste
- 09. Les quatre palais d'Alandor
- 10. La défaite de Nomak
- 11. Le sacrifice d'Astrée
- 12. Le roi des serpents
- 13. Le dilemme de Shurato
- 14. Catherine

Partie 2 :
- 15. Les espions
- 16. Un sacrifice par amour
- 17. La fleur écarlate
- 18. Reviens Shurato !
- 19. Dans un autre monde
- 20. Il y a 10 000 ans...
- 21. Une armure terrifiante
- 22. Adieux
- 23. Enfin près de Kahil
- 24. La révélation
- 25. Courage Shurato !

Partie 3 :
- 26. Le palais d'Aïgoû
- 27. Le successeur de Brahame
- 28. Sur le mont Sunaï
- 29. Nordine et ses démons
- 30. Un dernier effort
- 31. Le dieu de la création
- 32. Les pouvoirs de Cyrielle
- 33. Dans l'antre du mal
- 34. Shiva
- 35. Enfin réuni

Partie 4 :
- 36. Un an déjà...
- 37. À la recherche de Hyûga
- 38. Le bien ou le mal

### Voix françaises
- Thierry Redler : Shurato, Dannoc
- Philippe Ogouz : Nordine, Nomac et divers méchants
- Daniel Russo : Hyuga, Stelius, Argon, Shiva
- Eric Aubrahn : Ruiga
- Rafaèle Moutier : Cyrielle
- Agnès Gribe : Kail, Astré et beaucoup de personnages féminins
- Virginie Ogouz : Cyrielle (voix de remplacement)
- Mark Lesser : Ruiga (voix de remplacement)
- Philippe Ariotti : Hyuga, Shiva (voix de remplacement)

### Générique français
Il est chanté par Bernard Minet, très connu pour les nombreuses interprétations de génériques auprès de TF1 notamment.
Les paroles donnent une bonne idée de ce que cet animé préfigure.
Gardien de la liberté,

Défenseur de l'amitié,

Il est le roi des lions.

Shurato est son nom.

## Autour de la série
- Si vous ne connaissez pas le sujet, laissez ce bandeau (vous pouvez alors contacter les auteurs).
- Si vous supprimez le contenu mis en cause (vous pouvez préalablement contacter les auteurs),

argumentez précisément cette suppression dans la page de discussion
(un manque de référence n'est pas un argument ; une recherche réelle de référence doit avoir été effectuée, être formellement documentée).
Shurato est la troisième série des années 80 de combattants en armure (les deux autres étant Saint Seiya et Les Samouraïs de l'éternel). Et bien qu'elle soit la troisième, Shurato peut être considéré comme la réponse de Tatsunoko à Toei comme Les Samouraïs de l'éternel est la réponse de Sunrise à Toei. Si Saint Seiya est imprégné de la mythologie grecque, Les Samouraïs de l'éternel par la mythologie japonaise, Shurato est imprégné de la mythologie hindoue.